# 2433 Sootiyo
2433 Sootiyo eller 1981 GJ är en asteroid i huvudbältet som upptäcktes den 5 april 1981 av den amerikanske astronomen Edward L.G. Bowell vid Anderson Mesa Station. Namnet betyder Stjärnpojke på Hopi..
Asteroiden har en diameter på ungefär 12 kilometer.